# Зипурски, Стивен Лоуренс
С. (Стивен) Лоуренс Зипурски (S. (Stephen) Lawrence Zipursky, род. 9 января 1955) — американский нейробиолог. Заслуженный профессор Калифорнийского университета в Лос-Анджелесе, исследователь Howard Hughes Medical Institute, член Национальной АН США (2009).

## Биография
Окончил Оберлинский колледж (бакалавр химии, 1977). Степени магистра (1979) и доктора философии (1981) по молекулярной биологии получил в Медицинском колледже имени Альберта Эйнштейна в Нью-Йорке под началом Джерарда Гурвица (Jerard Hurwitz).
В 1981—1985 гг. фелло-постдок в Калифорнийском технологическом институте под началом Сеймура Бензера.
Затем на кафедре биологической химии школы медицины Калифорнийского университета в Лос-Анджелесе: с 1985 года ассистент-профессор, с 1989 года ассоциированный профессор, с 1993 года полный профессор, и в 2004—2007 годах заведовал этой кафедрой; с 2015 года также возглавляет университетскую междисциплинарную программу для последипломников по нейронауке (UCLA Neuroscience); является членом университетского Института исследований мозга. С 1994 года одновременно исследователь Howard Hughes Medical Institute, прежде с 1991 года — ассоциированный.
Член редколлегий журналов Neuron (с 1990) и Molecular and Cellular Neuroscience (с 1995), в 1992—1995 годах ассоциированный редактор Developmental Biology (journal).
Член Американской академии искусств и наук (1998) и Американской ассоциации содействия развитию науки (2012).
Награды и отличия
- Helen Hay Whitney Foundation[англ.] (1981)
- Стипендия Слоуна (1986)
- McKnight Scholars Award for Neuroscience (1986)
- McKnight Foundation[англ.] Development Award (1991)
- 93rd Annual UCLA Faculty Research Lecture Award (2003)
- Albert Einstein College of Medicine Distinguished Ph.D. Award (2008)
- W. Alden Spencer Award[англ.] Колумбийского университета (2010, совместно с Марком Тессье-Лавинь)
- Премия Луизы Гросс Хорвиц Колумбийского университета (2015)[9]